# Abapeba cleonei
Espèce
Synonymes
- Corinna cleonei Petrunkevitch, 1926

Abapeba cleonei est une espèce d'araignées aranéomorphes de la famille des Corinnidae.

## Distribution
Cette espèce est endémique de Saint-Thomas aux îles Vierges des États-Unis.

## Publication originale
- Petrunkevitch, 1926 : Spiders from the Virgin Islands. Transactions of the Connecticut Academy of Arts and Sciences, vol. 28, p. 21-78.